# Robot Jox
Robot Jox és una pel·lícula de ciència-ficció de 1990 post-apocalíptica dirigida per Stuart Gordon i protagonitzada per Gary Graham, Anne-Marie Johnson i Paul Koslo. La pel·lícula va ser coescrita per l'autor de ciència-ficció Joe Haldeman. Ha estat doblada al català.

## Argument
La trama de la pel·lícula segueix la història d'Aquil·les, un dels «jox robot», màquines mecàniques gegantes pilotades per humans que participen en batalles internacionals per resoldre disputes territorials, en un món post-apocalíptic i distòpic.

## Repartiment
- Gary Graham: Achilles (Aquil·les)/Jim
- Anne-Marie Johnson: Athena
- Paul Koslo: Alexander
- Robert Sampson: Comissionat Jameson

## Al voltant de la pel·lícula
Després que el productor Charles Band aprovés el concepte inicial de Gordon, el director es va apropar a Haldeman per escriure el guió. Gordon i Haldeman es van enfrontar amb freqüència en relació al to de la pel·lícula i el públic al que estava dirigida. El rodatge va finalitzar a Roma el 1987, però la fallida de Empire Pictures Band va retardar l'estrena de la pel·lícula fins a l'any 1990. Va generar una recaptació d'1,272 milions de dòlars, que no va compensar el pressupost de 10 milions. La pel·lícula va rebre una resposta negativa de la crítica i poca atenció de l'audiència en la seva estrena, però amb el pas del temps ha atret un seguiment de culte, minoritari, a més d'influir en elements de la cultura popular.